# Virachola zeloides
Virachola zeloides är en fjärilsart som beskrevs av Butler 1901. Virachola zeloides ingår i släktet Virachola och familjen juvelvingar. Inga underarter finns listade i Catalogue of Life.